# Taras Bulba (filme de 1909)
Taras Bulba é um filme de drama russo de 1909 dirigido por Alexandre Drankov.

## Enredo
O filme é uma adaptação da história "Taras Bulba" de Nikolai Gogol.

## Elenco
- Anisim Suslov
- L. Manko
- D. Chernovskaya